# Krzysztof Maruszewski
Krzysztof Maruszewski (ur. 8 sierpnia 1964 w Zielonej Górze) – profesor Politechniki Wrocławskiej, dyrektor Wspólnotowego Centrum Badawczego będącego częścią Komisji Europejskiej.
Absolwent XIV Liceum Ogólnokształcącego im. Polonii Belgijskiej we Wrocławiu, a następnie biotechnologii na wydziale Podstawowych Problemów Techniki na Politechnice Wrocławskiej. Studia doktoranckie odbył na Marquette University w USA. W 2005 uzyskał tytuł profesora nadzwyczajnego w dziedzinie inżynierii materiałowej w Instytucie Materiałoznawstwa i Mechaniki Technicznej Wydziału Mechanicznego Politechniki Wrocławskiej.